# Danone Hardcourt Championships 1989
Danone Hardcourt Championships 1989 — жіночий тенісний турнір, що проходив на відкритих кортах з твердим покриттям Milton Tennis Centre у Брисбені (Австралія). Належав до турнірів 2-ї категорії в рамках Туру WTA 1989. Тривав з 2 до 8 січня 1989 року. Перша сіяна Гелена Сукова здобула титул в одиночному розряді.

## Фінальна частина

### Одиночний розряд
Гелена Сукова —  Бренда Шульц 7–6(8–6), 7–6(8–6)
- Для Сукової це був 1-й титул в одиночному розряді за сезон і 7-й — за кар'єру.

### Парний розряд
Яна Новотна /  Гелена Сукова —  Патті Фендік /  Джилл Гетерінгтон 6–7(4–7), 6–1, 6–2
- Для Новотної це був 1-й титул за рік і 13-й — за кар'єру. Для Сукової це був 2-й титул за сезон і 34-й — за кар'єру.